# Aleksander Narbutt
Aleksander Narbutt herbu Trąby – kasjer i pisarz wojskowy, poseł powiatu lidzkiego na sejm grodzieński (1793), członek konfederacji grodzieńskiej 1793 roku.
Sędzia sądu sejmowego sejmu grodzieńskiego 1793 roku ze stanu rycerskiego.